# Palazzo Taverna

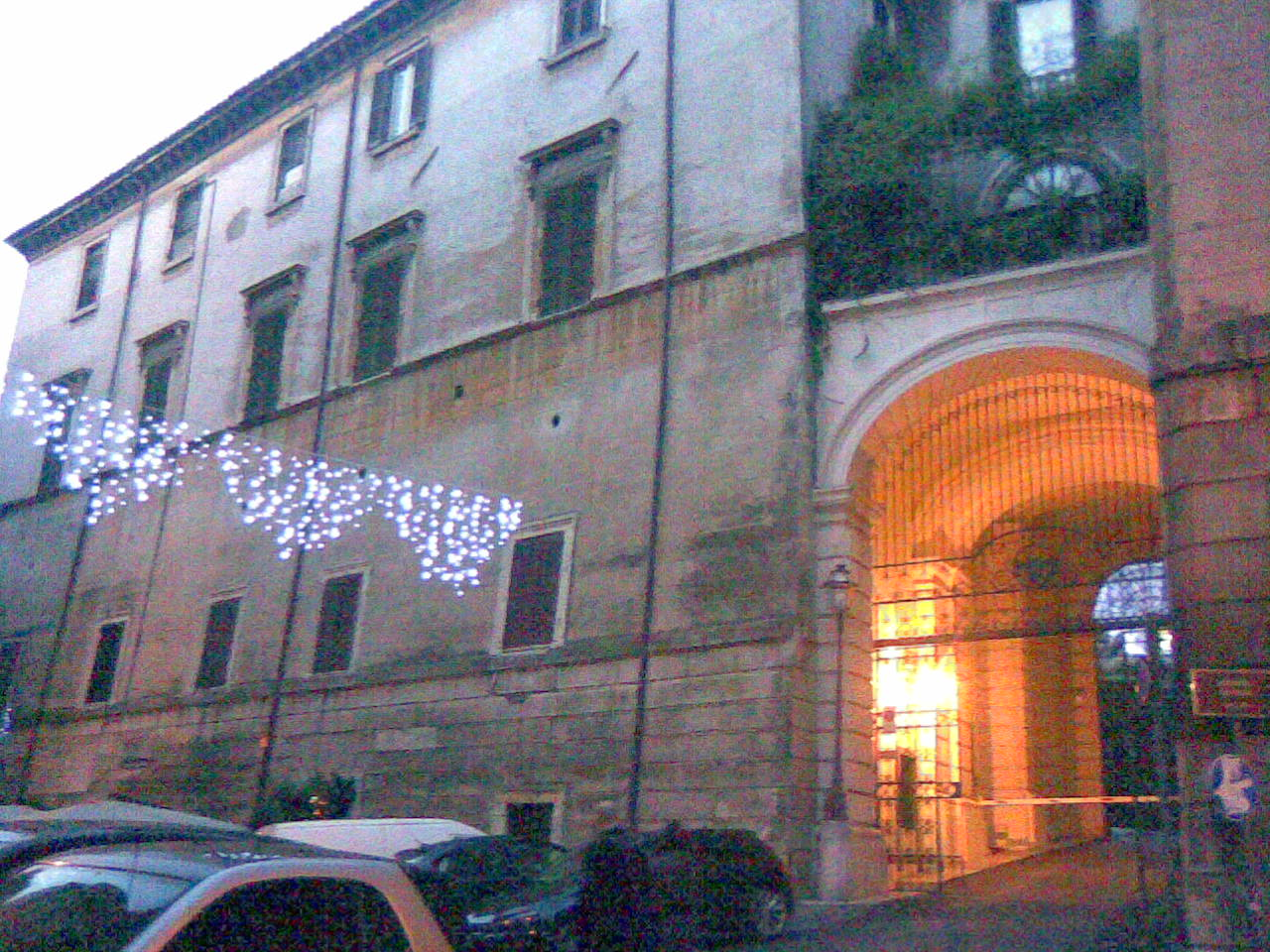
Fachada e entrada principal do palácio na Via di Monte Giordano.

Palazzo Taverna, antigo Palazzo Gabrielli, é um palácio localizado no rione Ponte de Roma. Atualmente conhecido também como Palazzo di Monte Giordano, o complexo compreende atualmente cinco edifícios diferentes, incluindo a antiga igreja de Santi Simone e Giuda, com uma entrada a partir da Via dei Coronari, limitado pelo Vicolo Domizio, Via di Panico, Via di Monte Giordano, Vicolo del Montonaccio e Via dei Gabrielli.
Atualmente abriga, entre outras atividades, o campus da Universidade de Arkansas na cidade.

## Primeiros anos
O Monte Giordano já era conhecido a partir da metade do século XII como uma fortaleza de propriedade de um certo Johannes Roncionis, dito "senhor de Raiano", localizado no território Collinense (quase certamente a atual Riano), ainda durante o reinado do papa Alexandre III em 1177, quando já se atestava ali a presença da igreja de Santa Maria de Monticellis, dos monges do mosteiro de Sant'Elia di Falleri em Castel Sant'Elia.
No século seguinte, o monte passou para as mãos de Stefano Petri de Monte (que pode ser o mesmo Pietro que foi senador em 1192), da família Stefaneschi, proprietária da Turris Maior.

## Família Orsini
A família Orsini assumiu o controle da região gradualmente entre 1242 e 1262, tornando-se os únicos proprietários. O local deve seu nome atual provavelmente a Giordano Orsini, irmão do papa Nicolau III, ou a Giordano, senador de Roma em 1339. Neste período, o local passou a ser chamado também de Mons Ursinorum e o ramo da família que ali vivia passou a se distinguir dos demais ramos da família usando o nome Orsini de Monte, em oposição aos Orsini de Campo, residentes no Campo de' Fiori, e dos Orsini de Ponte, das imediações da Ponte Sant'Angelo ou no próprio Castel Sant'Angelo.

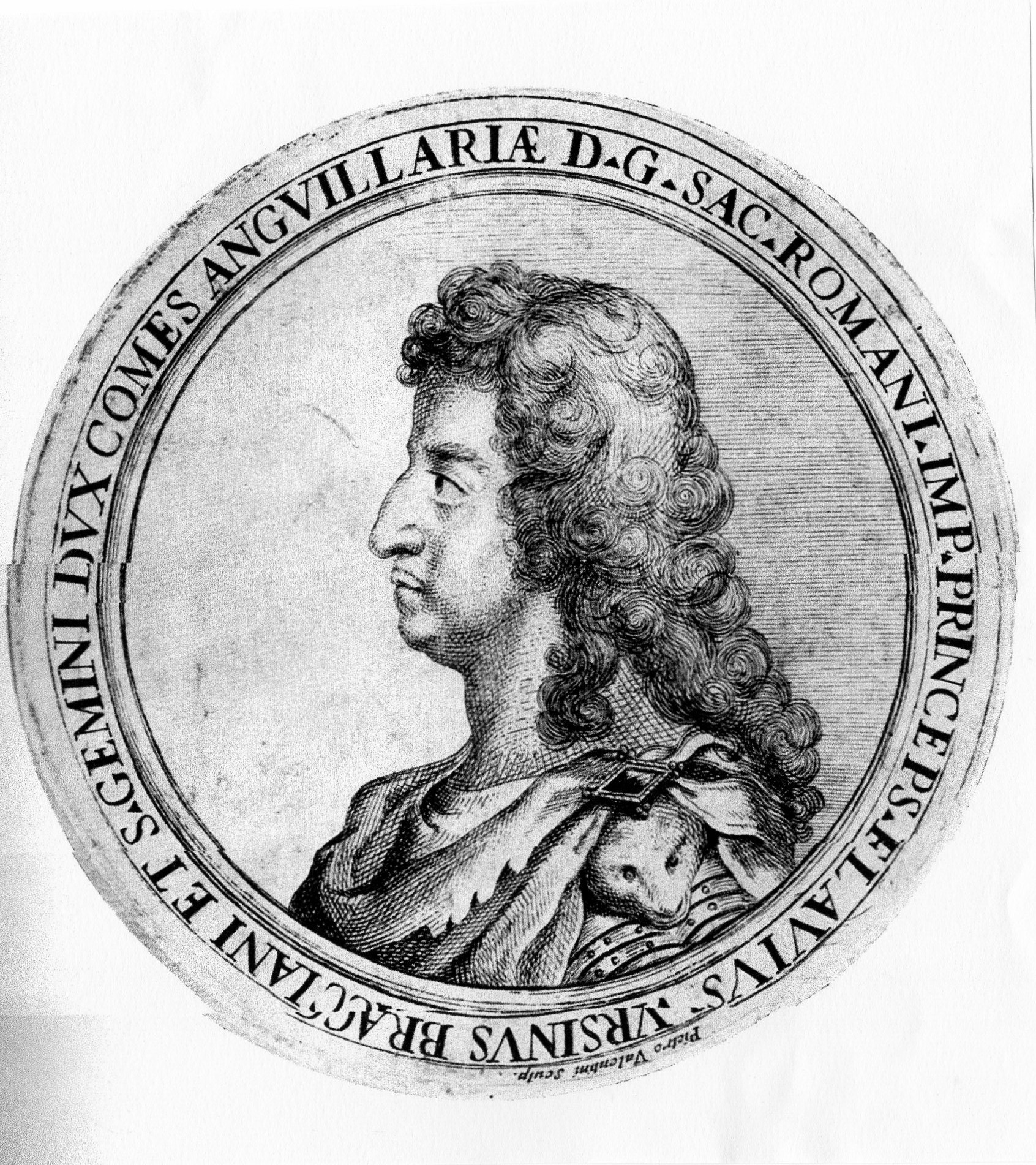
Flávio Orsini, o último dos Orsini a habitar no palácio e responsável pela venda aos Gabrielli.

A família Orsini construiu no local nos séculos seguintes um complexo fortificado de edifícios de grandes dimensões, cujo antigo ponto de acesso ficava onde está a moderna Via dei Gabrielli e onde estavam as residências dos ramos de Bracciano, Monterotondo e Pitigliano. O conjunto, constituído desta forma por vários edifícios distintos, era, no entanto, raramente habitado por membros da família, que preferiam alugá-lo a convidados especiais.
No final do século XV, a parte mais antiga do complexo desmoronou a ponto do átrio do Monte Giordano ter ficado repleto de pedras e outros destroços. Por causa do posicionamento de Gentile Virginio Orsini durante a Conspiração dos Barões na noite entre 30 de novembro e 1 de dezembro de 1485, sua residência no Monte Giordano foi incendiada; além disto, na noite da morte do papa Alexandre VI, o complexo foi saqueado e incendiado pelos soldados de César Bórgia liderados por Michelotto Corella.
O edifício dos duques de Bracciano, que se projeta sobre a atual Via di Monte Giordano, foi uma das sedes de representação em Roma (juntamente com o Palazzo di Monte Cavallo, o moderno Palazzo del Quirinale) do cardeal Ippolito II d'Este, que ali hospedou, entre outros, em muitas ocasiões, Bernardo Tasso e seu filho, o célebre Torquato. O próprio cardeal morreu no palácio em 2 de dezembro de 1572 e, com sua mitra e vestes, o corpo foi exposto no salão maior antes de ser levado para igreja de Santa Caterina dei Funari no dia seguinte.
Na segunda metade do século XVI e no início do século XVII, Franciotto Orsini e seus familiares do ramo de Monterotondo e Alessandro Orsini, do ramo de Bracciano, tentaram algumas vezes vender partes do complexo, mas foram impedidos pelo papa Clemente VIII. Em 1574, se mudou para o palácio, vindo de Florença, Paolo Giordano Orsini, duque de Bracciano e um dos principais responsáveis pelo forte endividamento da família, especialmente por causa das enormes despesas decorrentes de sua posição social, e sua esposa, Isabella de' Medici (m. 1576), e os dois reformaram os apartamentos onde moraram juntos por um breve período.
No início do século XVII, os herdeiros do ramo de Bracciano adquiriram o edifício vizinho, do ramo dos condes soberanos de Pitigliano, que se mudaram para a Toscana, e ligaram-no com o seu próprio palácio através de um arco. Este foi renovado no século XIX para destacar a monumentalidade do novo acesso ao complexo. Quanto ao palácio do ramo de Monterotondo, um feudo cedido à família Barberini em 1646, ele foi transferido por herança por Isabella Orsini aos condes de Carpegna e deles para os Tanari de Bolonha.

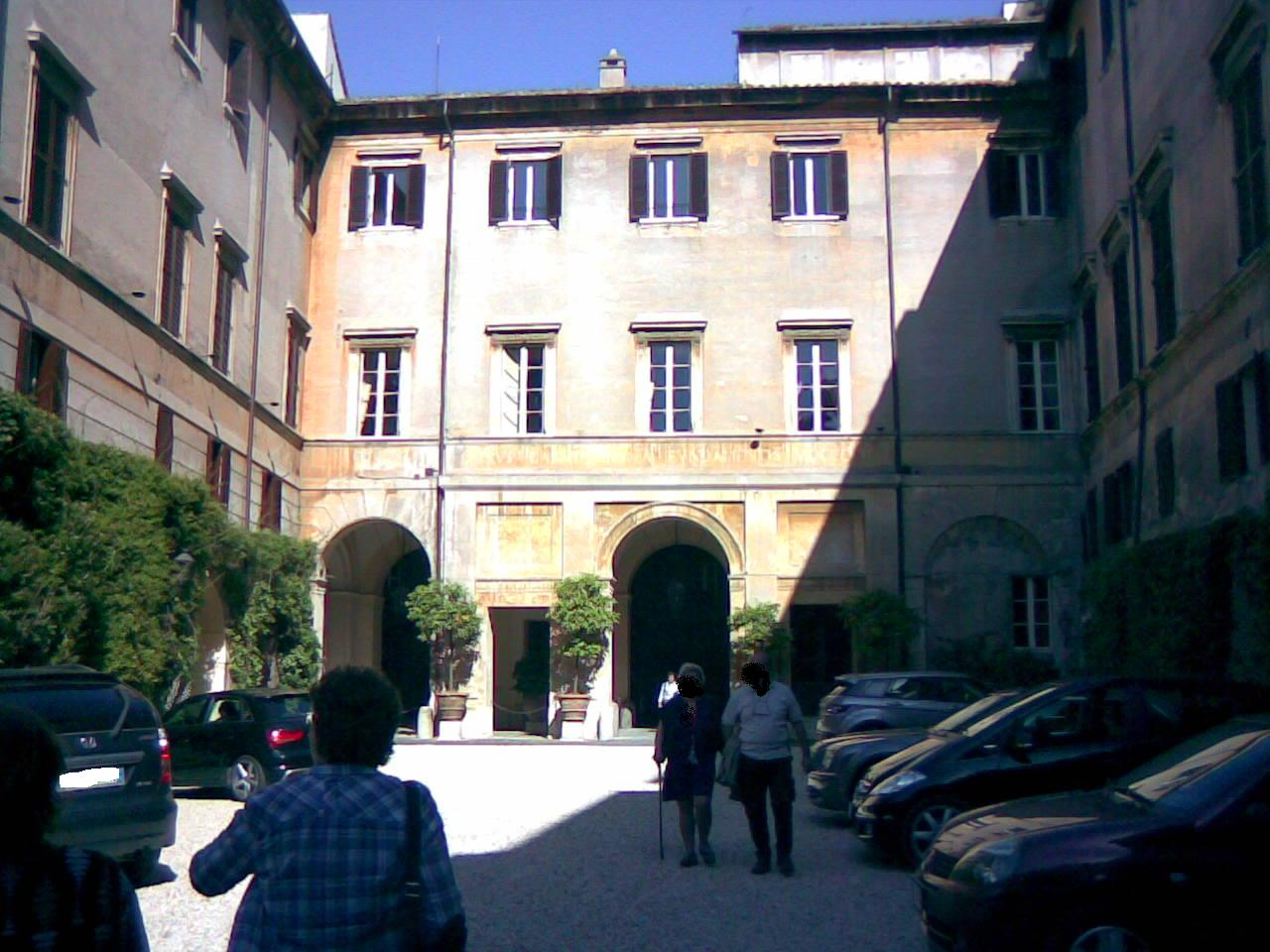
Pátio interno.

Um outro morador importante do palácio foi o cardeal Maurício de Saboia, que, depois de alugar o edifício em 1626, transformou-o por alguns anos num dos centros da vida cultural e artística de Roma. No verão de 1637, o palácio e a praça vizinha foram palco da suntuosa cerimônia organizada pelo cardeal para celebrar a eleição de Fernando III de Augsburgo como imperador do Sacro Império Romano-Germânico.

### A extinção dos Orsini de Bracciano e os Gabrielli
A posse integral do que restava dos ativos do empobrecido ramo da família, líquido das enormes dívidas acumuladas pelos membros da família, passou para as mãos de Flávio Orsini (1620-1698), último duque de Bracciano e assistente do trono, que, sem herdeiros, morou no palácio com sua segunda mulher, Marie Anne de La Trémoille, ela própria uma grande contribuinte para a ruína financeira da família por causa de suas aquisições de obras de arte (incluindo Bronzino, Tintoretto, Tiziano, Veronese, van Dyck e Dürer), mobílias valiosas e tapeçarias finas para decorar o palácio, que se tornou o centro intelectual e mundano da cidade. 
Finalmente, o complexo acabou vendido em 1688 graças à intervenção de um comissário administrador e da Congregação dos Barões, que tratou, poucos anos depois, da venda do Ducado de Bracciano aos Odescalchi, para os marqueses romanos Pietro e Antonio Gabrielli por 60 000 escudos. A transação incluiu o direito de os Orsini morarem no Palazzo Orsini, na Piazza Navona, conhecido como a Pasquino, que havia sido propriedade do ramo de San Gemini (descendentes de Francesco Orsini, prefeito de Roma), com uma mesada vitalícia de 4 000 escudos.

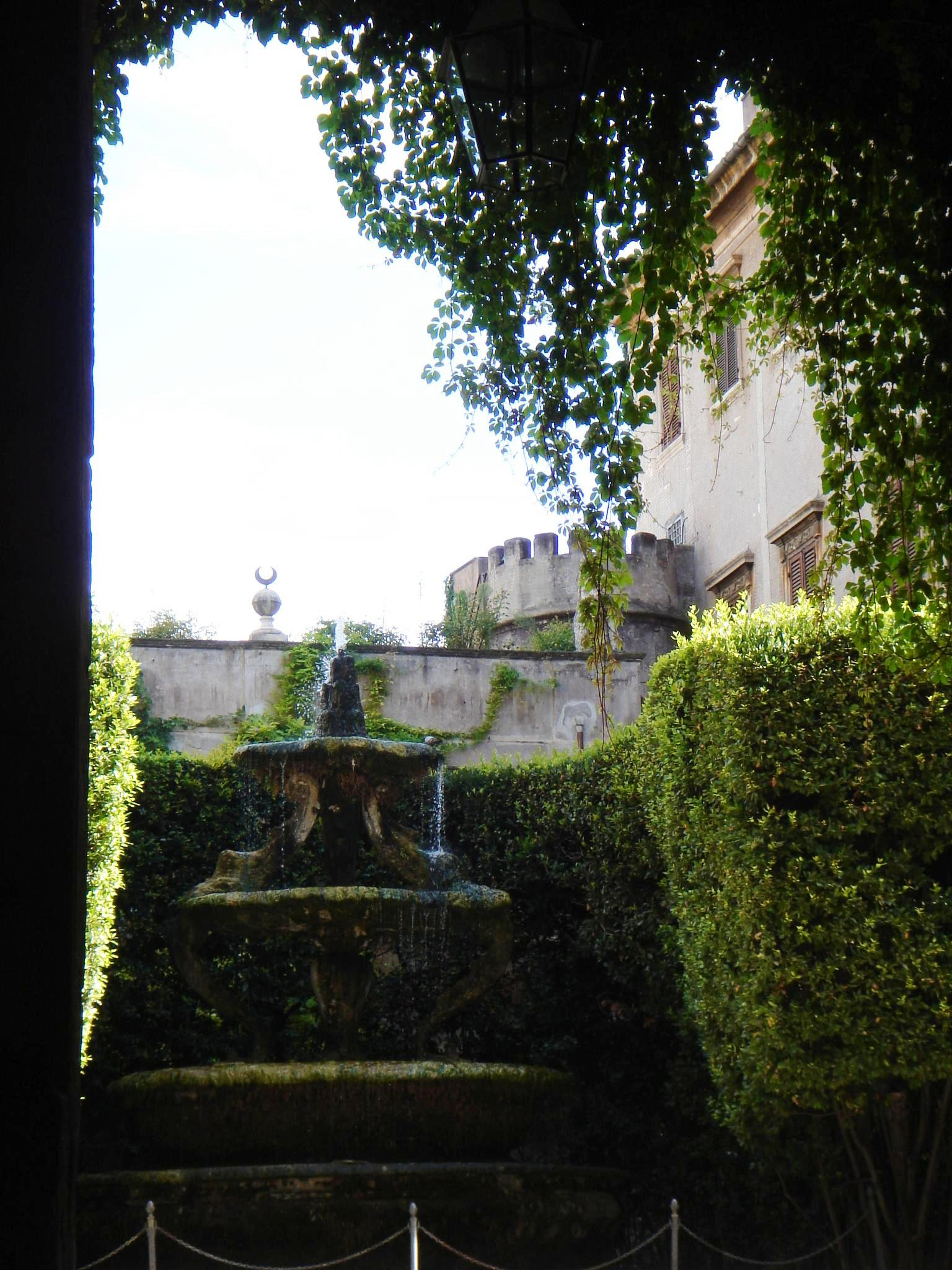
Fonte de Antonio Casoni na entrada principal.

No final do século XVII, o palácio passou a abrigar, por obra de Pietro Gabrielli (1660-1734), protonotário apostólico e clérigo pessoal do papa Inocêncio XI, uma notável coleção de arte, quase toda dispersada depois que Gabrielli foi condenado por heresia e obrigado a fugir para a República de Veneza. Seu sobrinho, também chamado Pietro (1746-1824), restaurou o complexo, encarregando o arquiteto Francesco Rust de construir uma nova ala para ligar todos os edifícios e encomendando a Liborio Coccetti a decoração interna segundo os cânones do neoclassicismo. Suspeito de nutrir simpatias por Napoleão, Coccetti permaneceu no palácio por alguns anos num estado de reclusão voluntária como hóspede do príncipe Pietro Gabrielli, que foi "maire adjoint" ("vice-prefeito") de Roma durante a ocupação francesa: este episódio aparentemente foi a inspiração para o drama histórico "La Tosca", de Victorien Sardou, e também da homônima ópera lírica "Tosca", de Giacomo Puccini. Depois disto, no século XIX, os Gabrielli receberam no palácio alguns membros da família Bonaparte, entre os quais a imperatriz Eugênia e o cardeal Luciano Luigi, que morreu ali em 1895.

## Família Taverna
Em 1888, a propriedade foi vendida pelo príncipe Placido Gabrielli, filho de Carlota Bonaparte, princesa de Canino, a Rinaldo Taverna, da família dos condes Taverna de Milão, por 1 800 000 francos franceses. O complexo passou então, hereditariamente, para as mãos dos Gallarati Scotti no final do século XX.

## Descrição
A entrada principal do complexo fica na Via di Monte Giordano e se abre para um magnífico pátio interno com quatro tanques de água de mármore e com uma fonte, projetada por Antonio Casoni no centro. Ela é constituída por quatro bacias sucessivas e concêntricas, das quais as duas superiores, com bordas floreadas, são sustentadas por um pilar central. Estas duas estão ligadas às outras mais abaixo por volutas florais dispostas simetricamente em relação à entrada do palácio. A partir do jato colocado no centro do tanque mais alto, a água transborda para as bacias mais abaixo. O cenário da fonte uma êxedra de louro. 

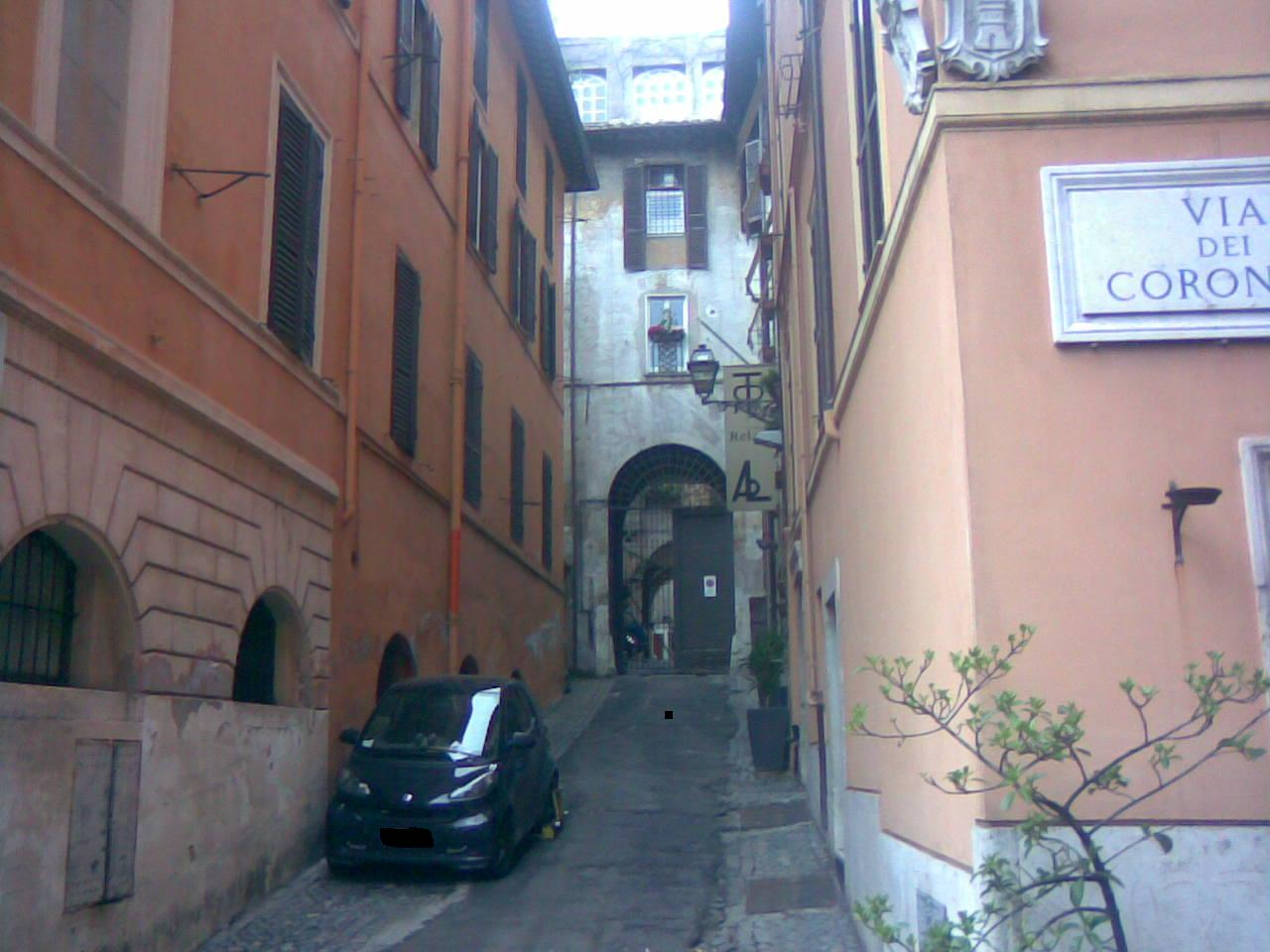
Entrada do palácio na Via dei Gabrielli, por entram os estudantes da UArk atualmente.

A fonte foi modificada no século XVIII pelos Gabrielli, pois anteriormente dois ursos, símbolos heráldicos dos Orsini, ficavam no topo de duas paredes nas laterais da fonte (claramente visível numa gravura do século XVII de G.B. Falda) e jorravam de suas bocas a água que escorria para a segunda bacia (os ursos, não estão mais alinhados com a fonte, estão atrás dela, na folhagem). 
O palácio mais antigo é o que tem vista para o Vicolo Domizio, com um pátio interno do século XV, um pórtico com colunas esguias e capitéis decorados. Nele está encostado o palácio dos duques de Bracciano, com uma bela porta do século XV e o brasão da família Orsini, de frente para a Via di Panico e com dois corpos avançados na Via di Monte Giordano. O palácio de frente para a Via dei Gabrielli, ligado em 1807 ao edifício anterior, é o dos condes de Pitigliano; finalmente, em outro pátio, fica o palácio dos senhores de Monterotondo, cuja fachada está no Vicolo de Montonaccio e permanece escondida pela Torre Augusta, construída em 1880 por Placido Gabrielli em homenagem à sua esposa Augusta.
Estes edifícios atualmente são utilizados de diversas maneiras: de apartamentos privados a salões de banquetes, residências diplomáticas e estúdios de artistas. O complexo está dividido em duas alas, uma barroca e outra imperial, decorada por afrescos pintados por Liborio Coccetti no final do século XIX. O campus romano da Universidade de Arkansas fica nesta última, onde a sede do Istituto Nazionale di Architettura ficou por trinta anos.